# Argemone arida
Argemone arida Rose – gatunek rośliny z rodziny makowatych (Papaveraceae Juss.). Występuje naturalnie w północnym Meksyku. 

## Morfologia
PokrójRoślina jednoroczna lub bylina dorastająca do 70–100 cm wysokości. Łodyga jest kolczasta.
LiścieMają kształt od podłużnego do eliptycznego. Mierzą 13 cm długości oraz 5 cm szerokości. Dolne są pierzasto-klapowane. Blaszka liściowa jest kolczasta na brzegach.
KwiatySą zebrane w wierzchotki, rozwijają się na szczytach pędów. Płatki mają klinowy kształt i barwę od białej do żółtawej, osiągają do 4–5 cm długości. Kwiaty mają 80–120 wolnych pręcików.
OwoceTorebki o cylindrycznie elipsoidalnym kształcie. Osiągają 25–40 mm długości.

## Biologia i ekologia
Rośnie na terenach skalistych, stokach, nieużytkach oraz polach uprawnych. Występuje na wysokości od 1900 do 2300 m n.p.m. Kwitnie od maja do października.